# بلومنغتون (إنديانا)

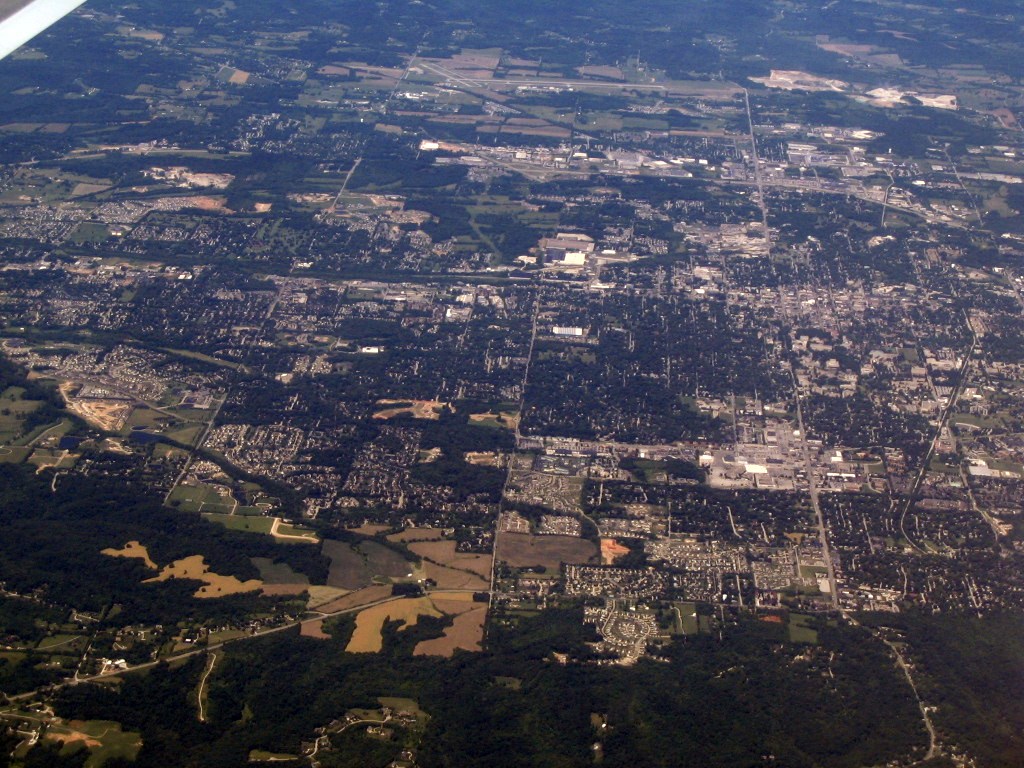
وسط مدينة بلومنقون

بلومنغتون (بالإنجليزية: Bloomington)‏ هي مدينة تقع في مقاطعة مونرو في الجزء الجنوبي من ولاية إنديانا الأمريكية، وتعدّ مقر المقاطعة. وهي سابع أكبر مدينة في ولاية إنديانا، ورابع أكبر مدينة خارج منطقة إنديانابولس الحضرية. وحسب المركز التاريخي لمقاطعة منرو، فإن بلومنغتون تُعرف بلقب «بوابة جنوب إنديانا البهية». يعود تاريخ تأسيس المدينة عام 1818م على يد مجموعة من المستوطنين القادمين من ولايات كنتاكي، وتينيسي، وكارولاينا الشمالية، وفرجينيا الذين كانوا منبهرين بـ«ملاذٍ من الزهور» أو «a haven of blooms»، ولهذا أطلقوا عليها اسم «بلومنغتون».
بلغ عدد سكان بلومنغتون بحوالي 84,067 نسمة حسب مكتب التعداد السكاني بالولايات المتحدة لشهر يوليو لعام 2016.
تعتبر المدينة مقراً لجامعة إنديانا والتي تأسست عام 1820م. تضم جامعة إنديانا حوالي 50 ألف طالب وطالبة حسب إحصائيات شهر سبتمبر 2016، وهي المقر الرئيس والأساسي لجامعة إنديانا. معظم مباني الحرم الجامعي مبنية باستعمال حجر إنديانا الجيري. من أشهر الكليات بجامعة إنديانا كلية التعليم، وكلية الدراسات البيئية والاجتماعية، وكلية مُورَرْ للقانون، وكلية جايكوب للموسيقى، وكلية الصحافة، وكلية كيلي للأعمال، وكلية البصريات، وكلية نظم المعلومات، ومعهد كنسي، ومعهد بروتون الوسط الغربي للمعالجة الإشعاعية.

## التركيبة السكانية
قام مكتب تعداد الولايات المتحدة بتحديد بيانات التركيبة السكانية لبلومنغتون في تعداد الولايات المتحدة. في ما يلي، التركيبة السكانية حسب تعدادي 2000 و2010.
بلومنغتون هي المدينة الرئيسية لمنطقة بلومنغتون الحضرية الإحصائية وهي منطقة حضرية تغطي مقاطعات غرين ومونرو وأوين، وبلغ مجموع سكانها 175,506 نسمة بحسب تعداد عام 2000.

### تعداد عام 2010
بلغ عدد سكان بلومنغتون 80,405 نسمة بحسب تعداد عام 2010، وبلغ عدد الأسر 31,425 أسرة وعدد العائلات 11,267 عائلة مقيمة في المدينة. في حين سجلت الكثافة السكانية 3,471.7 نسمة لكل ميل مربع (1,340.4/كم2). وبلغ عدد الوحدات السكنية 33,239 وحدة بمتوسط كثافة قدره 1,435.2 لكل ميل مربع (554.1/كم2).
وتوزع التركيب العرقي للمدينة بنسبة 83.0% من البيض و4.6% من الأمريكيين الأفارقة و0.3% من الأمريكيين الأصليين و8.0% من الأمريكيين ذوي الأصول الآسيوية و0.1% من سكان جزر المحيط الهادئ و1.2% من الأعراق الأخرى و3.0% من عرقين أو أكثر. وكانت نسبة 3.5% من السكان من الهسبانيين أو اللاتينيين المنتمين لأي عرق.
بلغ عدد الأسر 31,425 أسرة كانت نسبة 16.6% منها لديها أطفال تحت سن الثامنة عشر تعيش معهم، وبلغت نسبة الأزواج القاطنين مع بعضهم البعض 25.3% من أصل المجموع الكلي للأسر، ونسبة 7.5% من الأسر كان لديها معيلات من الإناث دون وجود شريك، بينما كانت نسبة 3.1% من الأسر لديها معيلون من الذكور دون وجود شريكة وكانت نسبة 64.1% من غير العائلات. بلغ عدد الأسر 31,425 أسرة ومنهم نسبة 16.6% كان لديهم أطفال تحت سن الثامنة عشر يعيشون معهم. تألفت نسبة 38.2% من أصل جميع الأسر من أفراد ونسبة 7.5% كانوا يعيش معهم شخص وحيد يبلغ من العمر 65 عاماً فما فوق. وبلغ متوسط حجم الأسرة 2.09، فيما بلغ متوسط حجم العائلة 2.76.
بلغ متوسط عمر السكان في المدينة 23.3 سنة. وكانت نسبة 11.4% من القاطنين تحت سن الثامنة عشر، وكانت نسبة 44.5% بين الثامنة عشر والأربعة وعشرون عاماً، ونسبة 23% كانت واقعةً في الفئة العمرية ما بين الخامسة والعشرين حتى الرابعة والأربعين عاماً، ونسبة 13.3% كانت ما بين الخامسة والأربعون حتى الرابعة والستون، ونسبة 7.9% كانت ضمن فئة الخامسة والستون عاماً فما فوق. وتوزع التركيب الجنسي للسكان بنسبة 50.3% ذكور و49.7% إناث.

### تعداد عام 2000
بلغ عدد سكان بلومنغتون 69,291 نسمة بحسب تعداد عام 2000، وبلغ عدد الأسر 26,468 أسرة وعدد العائلات 10,454 عائلة مقيمة في المدينة. في حين سجلت الكثافة السكانية 3,511.1 نسمة لكل ميل مربع (1,356.0/كم²). وبلغ عدد الوحدات السكنية 28,400 وحدة بمتوسط كثافة قدره 1,439.1 لكل ميل مربع (555.8/كم²). وتوزع التركيب العرقي للمدينة بنسبة 87.03% من البيض و4.24% من الأمريكيين الأفارقة و0.29% من الأمريكيين الأصليين و5.26% من الأمريكيين ذوي الأصول الآسيوية و0.07% من سكان جزر المحيط الهادئ و1.10% من الأعراق الأخرى و2.01% من عرقين أو أكثر. وكانت نسبة 2.49% من السكان من الهسبانيين أو اللاتينيين المنتمين لأي عرق. أمَّا بالنسبة للتوزع الإثني فبحسب تعداد 2000، كانت نسبة 22.9% من أصول ألمانية، ونسبة 10.2% من أصول أيرلندية، ونسبة 9.1% من أصول إنجليزية، ونسبة 8.4% من أصول أمريكية. ومن الناحية اللغوية، تحدثت نسبة 89.3% من السكان الإنجليزية، ونسبة 2.9% تحدثت الإسبانية، ونسبة 1.3% تحدثت الكورية، وتحدثت نسبة 1.1% الألمانية، وتحدثت نسبة 1.0% الصينية أو المندرينية كلغتهم الأم.
بلغ عدد الأسر 26,468 أسرة كانت نسبة 17.9% منها لديها أطفال تحت سن الثامنة عشر تعيش معهم، وبلغت نسبة الأزواج القاطنين مع بعضهم البعض 29.2% من أصل المجموع الكلي للأسر، ونسبة 7.8% من الأسر كان لديها معيلات من الإناث دون وجود شريك، بينما كانت نسبة 60.5% من غير العائلات. تألفت نسبة 39.1% من أصل جميع الأسر من أفراد ونسبة 7.1% كانوا يعيش معهم شخص وحيد يبلغ من العمر 65 عاماً فما فوق. وبلغ متوسط حجم الأسرة 2.09، فيما بلغ متوسط حجم العائلة 2.76.
بلغ العمر الوسطي للسكان 23 عاماً. كانت نسبة 12.7% من القاطنين تحت سن الثامنة عشر، وكانت نسبة 42.3% بين الثامنة عشر والأربعة وعشرون عاماً، ونسبة 24.6% كانت واقعةً في الفئة العمرية ما بين الخامسة والعشرين حتى الرابعة والأربعين عاماً، ونسبة 12.6% كانت ما بين الخامسة والأربعون حتى الرابعة والستون، ونسبة 7.9% كانت ضمن فئة الخامسة والستون عاماً فما فوق. يوجد لكل 100 أنثى 94.4 ذكر، ويوجد لكل 100 أنثى في الثامنة عشر من عمرها فما فوق 92.8 ذكر.
بلغ متوسط دخل الأسرة في المدينة 25,377 دولار، أمَّا متوسط دخل العائلة فبلغ 50,054 دولار. وكان متوسط دخل الذكور 32,470 دولار مقابل 26,100 دولار للإناث. وسجل دخل الفرد الخاص بالمدينة 16,481 دولار. وكانت نسبة 10.3% من العائلات ونسبة 29.6% من السكان تحت خط الفقر، وكان من هؤلاء نسبة 17.3% تحت سن الثامنة عشر ونسبة 7.6% في الخامسة والستين من العمر وما فوق.